# Mordellaria hananoi
Mordellaria hananoi is een keversoort uit de familie spartelkevers (Mordellidae). De wetenschappelijke naam van de soort is voor het eerst geldig gepubliceerd in 1950 door Nakane & Nomura.